# Росток (математика)
Росток об'єкта на топологічному просторі висловлює локальні властивості об'єкта. У певному сенсі можна сказати, що це новий об'єкт, який переймає лише локальні властивості об'єкта, що його породив (найчастіше в ролі таких об'єктів виступають відображення). Очевидно, що різні функції можуть задавати один і той же росток. У такому випадку всі локальні властивості (неперервність, диференційовність і т. д.) у таких функцій збігаються і достатньо розглядати властивості не самих функцій, а лише їх ростків.

## Формальне визначення

### Росток відображень
Нехай є задана точка {\displaystyle x} топологічного простору {\displaystyle X} і два відображення {\displaystyle f,\;g:X\to Y} в деяку множину {\displaystyle Y}. Тоді кажуть, що {\displaystyle f} і {\displaystyle g} належать одному й тому ж ростку в точці {\displaystyle x}, якщо є такий окіл {\displaystyle U} точки {\displaystyle x}, для якого обмеження функцій {\displaystyle f} і {\displaystyle g} на {\displaystyle U} збігаються. Тобто,
{\displaystyle f|_{U}=g|_{U}}
(Тобто {\displaystyle \forall x'\in U,\;f(x')=g(x')}).
Очевидно, що відношення належності до одного ростка в точці {\displaystyle x} є відношенням еквівалентності. Це відношення записується як {\displaystyle f\sim _{x}g}. Зазвичай його позначають {\displaystyle [f]_{x}.}
Залежно від класу регулярності функцій можна розглядати і відповідні класи регулярності ростків — ростки неперервних функцій, ростки диференційовних функцій, ростки аналітичних функцій, ростки постійних функцій. Також поняття ростка поширюється на векторні поля, диференціальні форми і інші подібні об'єкти.

### Росток множин
Аналогічно дві підмножини {\displaystyle S,\;T\subset X} визначають один і той же росток в {\displaystyle x}, якщо існує окіл {\displaystyle U} точки {\displaystyle x}, такий що:
{\displaystyle S\cap U=T\cap U.}
Росток, що задається множиною {\displaystyle S}, позначають {\displaystyle [S]_{x}}. Відношення належності до одного ростка позначається як {\displaystyle S\sim _{x}T}.
Дві множини належать одному ростку множин тоді і тільки тоді коли їх характеристичні функції належать одному ростку функцій:
{\displaystyle S\sim _{x}T\Longleftrightarrow \mathbf {1} _{S}\sim _{x}\mathbf {1} _{T}.}

## Властивості
Якщо f і g належать одному ростку в точці x, тоді всі локальні властивості в них однакові, зокрема неперервність, диференційовність, аналітичність і т. д., Тому можна визначати неперервні чи диференційовні ростки в точці.
Якщо множина Y є векторним простором, тоді можна визначати суму ростків і множення на скаляр: для визначення [f]x + [g]x, спершу треба взяти представники ростка f і g, визначені в околах U і V, тоді [f]x + [g]x є ростком в точці x відображення f + g (де f + g визначене на {\displaystyle \scriptstyle U\cap V}). Подібно a[f]x є ростком відображення af для деякого скаляра a.
Якщо на множині Y визначено множення то аналогічно до попереднього можна визначити множення ростків. Зокрема для дійснозначних чи комплекснозначних функцій можна визначити алгебру ростків в деякій точці.

## Приклади класів ростків функцій
Якщо {\displaystyle X} і {\displaystyle Y} мають додаткову структуру, можна визначити окремі важливі класи ростків функцій.
- Якщо {\displaystyle X,Y} обидва є топологічними просторами, підмножина

{\displaystyle C^{0}(X,Y)\subset {\mbox{Hom}}(X,Y)\,}
неперервних функцій визначає ростки неперервних функцій.
- Якщо {\displaystyle X} і {\displaystyle Y} є гладкими многовидами, підмножини

{\displaystyle C^{k}(X,Y)\subset {\mbox{Hom}}(X,Y)\,}
{\displaystyle k}-раз неперервно диференційовних функцій, підмножина
{\displaystyle C^{\infty }(X,Y)=\bigcap _{k}C^{k}(X,Y)\subset {\mbox{Hom}}(X,Y)\,}
гладких функцій і підмножина
{\displaystyle C^{\omega }(X,Y)\subset {\mbox{Hom}}(X,Y)}
аналітичних функцій визначають ростки k-раз диференційовних, гладких, і аналітичних функцій.
- Якщо {\displaystyle X,Y} мають комплексну структуру (наприклад є підмножинами комплексних векторних просторів), між ними можна визначити голоморфні функцій і відповідно ростки голоморфних функцій.
- Якщо на {\displaystyle X,Y} задані алгебраїчні структури, між ними можна визначити регулярні і раціональні функції і відповідно ростки регулярних функцій' і ростки раціональних функцій.